# Ralf und Florian
Albums de Kraftwerk
Kraftwerk 2
(1972) Autobahn
(1974)
Ralf und Florian, aussi sorti avec le titre anglais Ralf and Florian, est le troisième album studio du groupe allemand Kraftwerk. Cet album de musique électronique est sorti en octobre 1973 en Allemagne, puis dans d'autres pays. Le visuel de la pochette de l'édition anglaise est différent, les titres des morceaux étant également simplement traduits en anglais.
Tout comme les deux précédents albums Kraftwerk et Kraftwerk 2, Ralf und Florian a été retiré du catalogue officiel de Kraftwerk après l'expiration du contrat avec Phillips/Phonogram en 1981 et n'a donc jamais été réédité. Les seules versions disponibles en CD sont des bootlegs, et les tirages en vinyle les plus récents sont également des bootlegs ou des contrefaçons.
De par l'usage plus intensif des synthétiseurs que précédemment, et, pour la première fois, du vocoder, Ralf und Florian est une étape importante vers Autobahn et le style de prédilection du groupe.

## Liste des titres
| 1. | Elektrisches Roulette / Electric Roulette | 4:20 |
| 2. | Tongebirge / Mountain of Sound            | 2:50 |
| 3. | Kristallo / Crystals                      | 6:20 |
| 4. | Heimatklänge / The Bells of Home          | 3:45 |

| 1. | Tanzmusik / Dance Music               | 6:35  |
| 2. | Ananas Symphonie / Pineapple Symphony | 13:55 |

Note: Les traductions anglaises indiquées ci-dessus proviennent de la version américaine de l'album publiée par Vertigo en 1975.

## Personnel
- Ralf Hütter – voix, claviers, instruments électroniques, instruments à cordes, batterie et percussions
- Florian Schneider – voix, vocoder, claviers, instruments électroniques, instruments à cordes et à vent, percussions
- Emil Schult – réalisation du poster "musicomix" fourni avec l'album.
- Conrad Plank – ingénieur du son.
- Barbara Niemöller – photographie de la couverture arrière.
- Robert Franck – photographie de la couverture avant.